# アスガルド 〜歪曲のテスタメント〜
『アスガルド 〜歪曲のテスタメント〜』（アスガルド わいきょくのテスタメント）は、1998年4月17日にZONEより発売されたアダルトゲーム。及びディスカバリーから発売されたアダルトアニメ作品。ライトノベルでも発売されている。

## 概要
2Dロールプレイングゲームで、主人公アッシュが、旅の過程で出会ったヒロインたちを仲間にしながら、魔族に狙われている、少女を護るストーリー。バトルはカットinバトル方式を採用しており、登場する敵キャラは全員モンスターの、コスプレをしている女性で、バトルに勝利すると衣服が破れて、半裸もしくは全裸になる演出がある。
恋愛ゲームの要素も追加されており、イベントではアッシュとヒロインとのセックスがある。
アニメ版では、ゲームで旅をしている部分を省略されており、尺の都合上で、各キャラの詳しい描写については割愛されている。
エロシーンでは、魔物がヒロイン達を犯す触手責めの要素が、強い内容となっていた。

## ストーリー
シド大陸に「古き物」と呼ばれる魔物たちが出現する。冒険家アッシュは魔物ハンターとして、魔物を退治して金を稼いでいた。
ある日、新たな魔物退治の依頼を受け、ティリングの町に向かう。そこで、何者かに町長の娘、アリシアが攫われてしまう。
アリシアを連れ戻すために戦うアッシュの前に、次々と現れる新たな敵。アッシュは苦境を打開するため、仲間の女戦士たちを、引き連れて魔物退治に出陣した。
1st Action「暗黒のプレリュード」
古き物によって創られ、世界の全てを消し去り人々を破壊へと向かわせる忌まわしき「光の柱」。
この地に魔物を呼び込む光の柱を打ち砕くため、アッシュは仲間達と新たなる冒険へと旅立った。
2nd Action「蹂躙のインタールード」
魔人四天王の一人を倒し、アリシアの救出に成功する。第2の四天王アモンが立ちはだかり
操る炎の前に成す術のないアッシュたちは、またもアリシアを連れ去られてしまう…。
3rd Action「宿命のオーバード」
偽りの約束に身を捧げたアリシアを救い出す決意をするアッシュ。愛するアリシアを取り戻すため、この大陸に平和をもたらすため。
アッシュは仲間たちと共に、最後の戦いに挑む！

## 登場人物
※ゲームの声の出演はなし。下記はアダルトアニメの順で表記。アダルトアニメ版での各人の行動を【アニメ版】の見出しを付け記述する。
アッシュ
声 - 渋谷陽介
本作の主人公。手練れの魔物ハンターで、義理人情に篤い好漢。仲間のヒロイン達からは厚い信頼を寄せられている。
【アニメ版】

アリシア
声 - 神泉るみ
本作のメインヒロイン。ティリングの町長の娘。胸の痣には重大な謎が隠されている。かなりの下戸で酒が入ると豹変する。
【アニメ版】

ターニャ
声 - 北沢和美
森に住み動物と心を通わせる少女。感情を表に出すことは少ない。使用武器は短剣。
両親は彼女が生まれて間もなく亡くなっており、それ以来、森で動物たちと共に生活していた。
冒険中に森に訪れたアッシュ達と遭遇し、そのまま仲間に加わった。人間の世界に出たことが無いため全裸で過ごしていたが
仲間に加入してからは、白のブラウスと紺の短パンを渡されて身支度を整えた。
【アニメ版】
アリシアと共にブリガンによって拉致されてしまい、ブリガン配下の魔物たちによって、全裸に剥かれて激しい触手攻めを受けた。
最終決戦では敵の攻撃に怯んだ所を、魔物の鉤爪で衣服を引き裂かれながら戦闘不能になってしまい、全裸に剥かれて凌辱された。
イリーシュ
声 - 池上由宇
度胸の良い女ギャンブラー。赤いビスチェに、丈の長いスカートを着用。使用武器は大型のライフル銃。
勝ち気な性格で酒と博打を好む。
【アニメ版】
第2話の冒頭で薙と共にアモンと交戦するも、手も足も出ずにアモンの炎で、衣服を焼かれて全裸にされた。
武器調達で別行動した所を拉致されて、魔物たちに裸に剥かれ、激しい凌辱に涙を流しながら慰み者となった。
その後、戦いに嫌気が差して一時離脱するも、アッシュ達が敵の本拠地に乗り込んだ際には、援軍として駆け付けるも
魔物の猛攻に倒れ、ライフル銃を装弾している隙を付かれて手を噛み砕かれて、裸にされた後に陵辱された。
薙
声 - 代田江美
剣の達人の女侍。腰まで届くロングヘアを持つ凛とした古風の美女。使用武器は日本刀。
【アニメ版】
第2話の冒頭でアモンに刀を破壊されてしまい、武器調達で別行動した所を拉致され、魔物たちに裸に剥かれ全身を舌で嘗め回されて凌辱された。
最終決戦では魔物の鉤爪で戦闘不能になり、凌辱の限りを尽くされた。
フロマージュ
声 - 久我芳恵
金髪ツインテールの女騎士。武器は細剣を使用。側頭部の辺りに赤色のリボンを結んでおり、特徴的なまでに短いミニスカを穿いている。
貴族の末裔で古城に暮らしていたが、家に伝わる「呪いの鉄仮面」を着用した際に、邪気に染められ殺戮を繰り返していた。
アッシュ達によって仮面が割れて正気に戻った後に、自分が殺戮を犯していた事実にショックを受けて自害しようとしたが、アッシュの説得によって仲間に加わった。
【アニメ版】
アモンの館に乗り込んだ際に、不意打ちの爆風を受けて倒されてしまう（その際にスカートが盛大に捲れた体制になって、ちょうど目の前にいたアッシュを興奮させた）。
襲い掛かってきたアモンに全裸に剥かれ犯されてしまうが、強姦されている最中に、アリシアが援護に駆け付けた為に、膣内射精はされずに済んだ。
最終決戦では善戦するも、魔物に細剣を砕かれてしまい鉤爪で、服を引き裂かれながら戦闘不能になり激しく陵辱された。
ファファ
声 - 松原美優
赤いチャイナドレスを身に着けた、拳法家の少女。食堂の料理長で得意料理は、伝統の黄金炒飯。自らの拳を武器に戦う。
お団子ヘアのツインテールがトレードマークで、チャイナドレスの胸部には大きく『華』という刺繍が施してある。
【アニメ版】
武器調達で別行動した所を拉致されて、魔物たちの慰み者になり処女を失ってしまう。
最終決戦では魔物に腕をへし折られ、下半身だけ裸に剥かれて強姦された。
アスティ
声 - 駒場晶子
手練れの女戦士。巨乳とスタイルの良さを強調したような革の胸当てと、腰巻きという露出度が高い恰好をしている。
戦士らしく使用武器は斧。実はエルフと人間の混血だが、そのことを隠している。
【アニメ版】
敵の本拠地に乗り込む前夜にアッシュの部屋を訪れて、アッシュに想いを寄せて、お互いに愛し合った。
最終決戦では斧を魔物に弾き飛ばされてしまい、太腿を噛まれて戦闘不能になってしまい、魔物に全身だけでなく、乳房を触手で巻き付けられながら凌辱された。
アモン
声 - 武蔵将彦
魔族の四天王の一人で、灼熱の炎を作り出し、自在に操る力を持つ『炎の魔人』。アニメ版では、第2話の冒頭から登場。
赤い短髪にギラついた瞳。上半身は筋骨隆々の裸にサスペンダーのみで、下半身は長ズボンという格好をしている。
【アニメ版】
原作と同様に灼熱の炎を操る。また非常に恐ろしい強敵としても描かれ、ティリングの町を襲撃して町を火の海にして焼き払った。
駆け付けたアッシュ達も軽く捻じ伏せて、アリシアの胸の痣に気付いて彼女を拉致した。アリシアの胸の痣の秘密を解こうと、女性器を舐めるなど淫行を働いた。
アッシュ達が自らの館に乗り込んだ際には、一行を炎の爆風で蹴散らし、フロマージュに襲い掛かり強姦するも、射精をする寸前にアリシアが駆け付けた為に中断させられ、アリシアの援護を受けたアッシュの剣で真っ二つに引き裂かれる、最期を遂げた。
ルクレシア
声 - 高井由貴恵
魔族の四天王の一人で、銀色の長髪をした女性。アニメ版では、第2話の中盤から登場。
胸元が大きく開いて乳房が半分近く露出した、ロングコートのような衣装に、肩パッドを身に着けており、下半身はビキニ状の水着が露出している。
【アニメ版】

ラヴィアロス
声 - 浜田登
【アニメ版】

魔物
巨大な体に翼を生やし、強靭な牙と鉤爪を持つ怪物。アダルトアニメ版に登場。
戦闘能力も非常に高く、一般人では全く歯が立たない程である。また性欲が非常に旺盛で、女と見るや涎を垂らしながら欲情し
長く分厚い舌で、裸に剥いた女体を嘗め回す。作中では主に、捕えたヒロインたちを舌の触手で激しく犯し凌辱した。

## スタッフ
- 原画：AM-DVL
- シナリオ：紙谷龍生

## アダルトアニメ
原作の内容を基にしてアニメ化。2001年から2002年までにディスカバリーよりDVD全3巻が発売されている。
- アスガルド 〜歪曲のテスタメント〜 1st Action「暗黒のプレリュード」 2001年10月26日発売  SEDD-3023
- アスガルド 〜歪曲のテスタメント〜 2nd Action「蹂躙のインタールード」 2001年12月28日発売 SEDD-3026
- アスガルド 〜歪曲のテスタメント〜 3rd Action「宿命のオーバード」 2002年4月5日発売 SEDD-3030
- アスガルド 〜歪曲のテスタメント〜 The Best 2009年1月25日発売 DDCV-7920

スタッフ
- 原作：ZONE
- エグゼクティブプロデューサー：田中辰弥
- プロデューサー：伊藤将志、千葉博己
- 脚本：山口一
- キャラクターデザイン：やまうちなおき
- 音楽：佐野広明
- 監督：碧井優作
- 絵コンテ：碧井優作[1話・3話]、廣瀬登[2話・3話]
- 演出：水野健太郎
- 作画監督：村上元一[1話・2話・3話]、やまうちなおき[2話・3話]、垪和等[2話]
- 美術設定：荒井和浩
- 美術監督：龍池昇
- 撮影監督：大貫昌男
- CG監督：はがひとし
- 音響監督：藤瀬和敏
- 色彩設定・色指定：山本さち
- 特殊効果：スタジオピーコック
- 編集：岡安プロモーション
- アニメーションプロデューサー：向坪利継[1話・2話]、小川武司[3話]、田原寿幸[3話]
- アニメーション制作：Mook（ムークアニメーション）
- 製作：ディスカバリー

## ノベライズ
- アスガルド 〜歪曲のテスタメント〜
  - 紙谷龍生 著、AM-DVL 挿絵、1999年1月1日発売、ワニブックス、ISBN 4-8470-3302-7